# Stazione di Ceccano
Stazione di Ceccano vasútállomás Olaszországban, Ceccano településen.

## Vasútvonalak
Az állomást az alábbi vasútvonalak érintik:
- Róma–Cassino–Nápoly-vasútvonal

## Kapcsolódó állomások
A vasútállomáshoz az alábbi állomások vannak a legközelebb:
- Stazione di Castro-Pofi-Vallecorsa (Stazione di Cassino, FL6)
- Stazione di Frosinone (Stazione di Roma Termini, FL6)